# Batalla de Isted
La batalla de Isted (en danés: Slaget på Isted Hede; en alemán: Die Schlacht bei Idstedt) tuvo lugar el 25 de julio de 1850 cerca del pueblo de Idstedt (danés: Isted), en lo que hoy es Schleswig-Holstein, Alemania. La batalla fue parte de la Primera Guerra de Schleswig. 
La batalla comenzó temprano por la mañana, hacia las 2:00, y duró hasta las 19:00. Los daneses hicieron 1.072 prisioneros no heridos y 411 heridos. La victoria danesa no logró doblegar al ejército de Schleswig-Holstein y la guerra continuó hasta 1851. 
El León de Isted conmemora la batalla, que en su momento fue la mayor de la historia escandinava. El aniversario de la batalla, el 25 de julio, es el día de la bandera militar en Dinamarca. 
La canción de NFS Grundtvig "Det var en sommermorgen" ("Era una mañana de verano")  trata de la batalla de Isted. 

## Antecedentes
Como resultado de la presión de las principales potencias europeas, Schleswig-Holstein se quedó solo en el verano de 1850. El Alto Mando danés no tenía un plan general para la próxima campaña de 1850, pero durante el mes de julio se recibieron varios informes de que el ejército de Schleswig-Holstein había tomado posiciones al norte de la ciudad de Schleswig. El Alto Mando danés vio entonces la oportunidad de derrotar a los rebeldes en una última y decisiva batalla. Al igual que los daneses, el Alto Mando de Schleswig-Holstein esperaba atraer al ejército danés para que diera la batalla en Isted y fuera derrotado. Los dos ejércitos eran iguales en muchos aspectos. Aunque el ejército danés era considerablemente mayor, el de Schleswig-Holstein mantenía una fuerte posición defensiva.

## Batalla
La batalla comenzó a primera hora de la mañana del 24 de julio, cuando la vanguardia danesa se enfrentó a los puestos avanzados y piquetes de Schleswig-Holstein. Durante el día, las tropas de Schleswig-Holstein se vieron obligadas a retroceder a lo largo de toda la línea. Los combates del día culminaron en un enfrentamiento de mayor envergadura en el Helligbæk (un arroyo), en el que participaron fuerzas considerables de ambos bandos.
La batalla propiamente dicha comenzó la noche del 24 de julio, cuando la fuerza principal danesa atacó. Durante las primeras horas de la mañana del 25 de julio, los combates se sucedieron en varios lugares, como Bøgmose, al norte del lago Isted, y Grydeskov, entre el lago Isted y Langsø. Al este, entre Bøglund y Nørre Farensted, las tropas danesas hicieron retroceder a las de Schleswig-Holstein, que retrocedieron y tomaron posiciones en Vedelspang.
En ese momento, el tiempo cambió radicalmente. Los días anteriores de clima cálido se vieron repentinamente sustituidos por una espesa niebla y una lluvia torrencial, lo que hizo casi imposible que los oficiales de ambos bandos mantuvieran una visión general del campo de batalla y de sus fuerzas. A las 5 de la mañana, el ejército de Schleswig-Holstein tomó la iniciativa y dos brigadas contraatacaron a las tropas danesas en el pueblo de Stolk y, hacia las 6 de la mañana, contra los daneses en Isted. En Stolk, las fuerzas danesas retrocedieron en desorden y, durante los frenéticos combates, cayó el general danés F. A. Schleppegrell. Tras su éxito en Stolk, el ejército de Schleswig-Holstein continuó su avance y atacó la ciudad de Isted. La lucha pronto se convirtió en un combate casa por casa. La reserva de la división danesa fue enviada al frente, y alrededor de las 7:45 AM las fuerzas danesas consiguieron primero detener y luego contraatacar a los Schleswig-Holsteinianos. Durante los combates, el coronel danés Baggesen envió una serie de mensajes alarmantes al general Krogh y a su estado mayor, lo que provocó que el general Krogh cancelara una maniobra de flanqueo en curso al oeste del campo de batalla. Por casualidad, el ejército de Schleswig-Holstein se había librado de un ataque que habría sorprendido a sus tropas en un momento crítico.

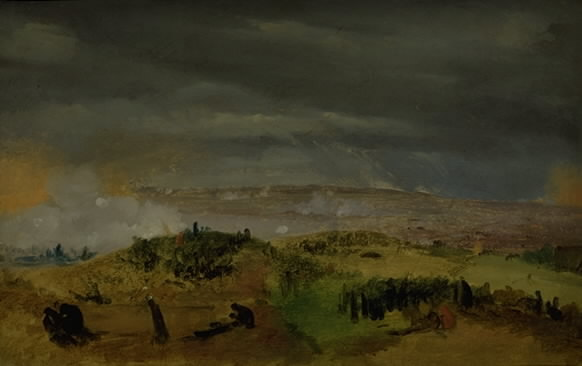
Batalla de Isted de Jørgen Sonne

Hacia el mediodía, el general Krogh ordenó un avance general. La infantería danesa atacó sin apoyo de la caballería y sin fuego preliminar de la artillería. A pesar de ello, el momento del ataque fue afortunado. Al comenzar el ataque, la artillería de Schleswig-Holstein estaba siendo retirada de sus posiciones actuales, lo que les impedía disparar contra los daneses que avanzaban. Alrededor de las 14:15 PM, el General Krogh ordenó a una brigada de caballería avanzar para atacar al enemigo en el centro. El feroz combate fue descrito por William Howard Russel, corresponsal de The  The Times: 

En el extremo izquierdo, también, los daneses fueron rechazados y expulsados a una distancia considerable hacia el norte, y como los tirailleurs holsteinianos estaban evidentemente avanzando, mientras que el fuego del centro danés había disminuido, se abrigaron esperanzas optimistas sobre el resultado. Pero eran prematuras. Los daneses volvieron a avanzar y la batalla se recrudeció con más furia que nunca, con la artillería disparando incesantemente desde todos los puntos de la llanura. El estruendo de los cañones más pesados y el estruendo y silbido de las balas en el aire eran los únicos sonidos que llegaban al oído; los disparos irregulares de los fusileros y la infantería eran como el traqueteo de un juguete comparado con el estruendo de una enorme máquina de vapor.
William Howard RusselThe Times, 30 de julio de 1850

El fuego era ahora más intenso que nunca, y al final el centro de Schleswig-Holstein cedió y se retiró hacia Schleswig: el ala derecha se sometió y se retiró hacia la ciudad, mientras que la izquierda retrocedió por el terreno abierto hacia el oeste. En el momento del ataque de la caballería danesa, a las 14:15 horas, el ejército de Schleswig-Holstein estaba en plena retirada, pero no fueron molestados por mucho tiempo durante su retirada, ya que la caballería que los perseguía al sur de Husby, inexplicable y repentinamente, se retiró después de sólo una escaramuza menor. A pesar de la retirada de la brigada de caballería, el avance danés continuó. A última hora de la tarde, los daneses alcanzaron Skovby y la ciudad de Schleswig, que fue rápidamente ocupada mientras el ejército de Schleswig-Holstein se retiraba, poniendo fin a la batalla.

## Consecuencias

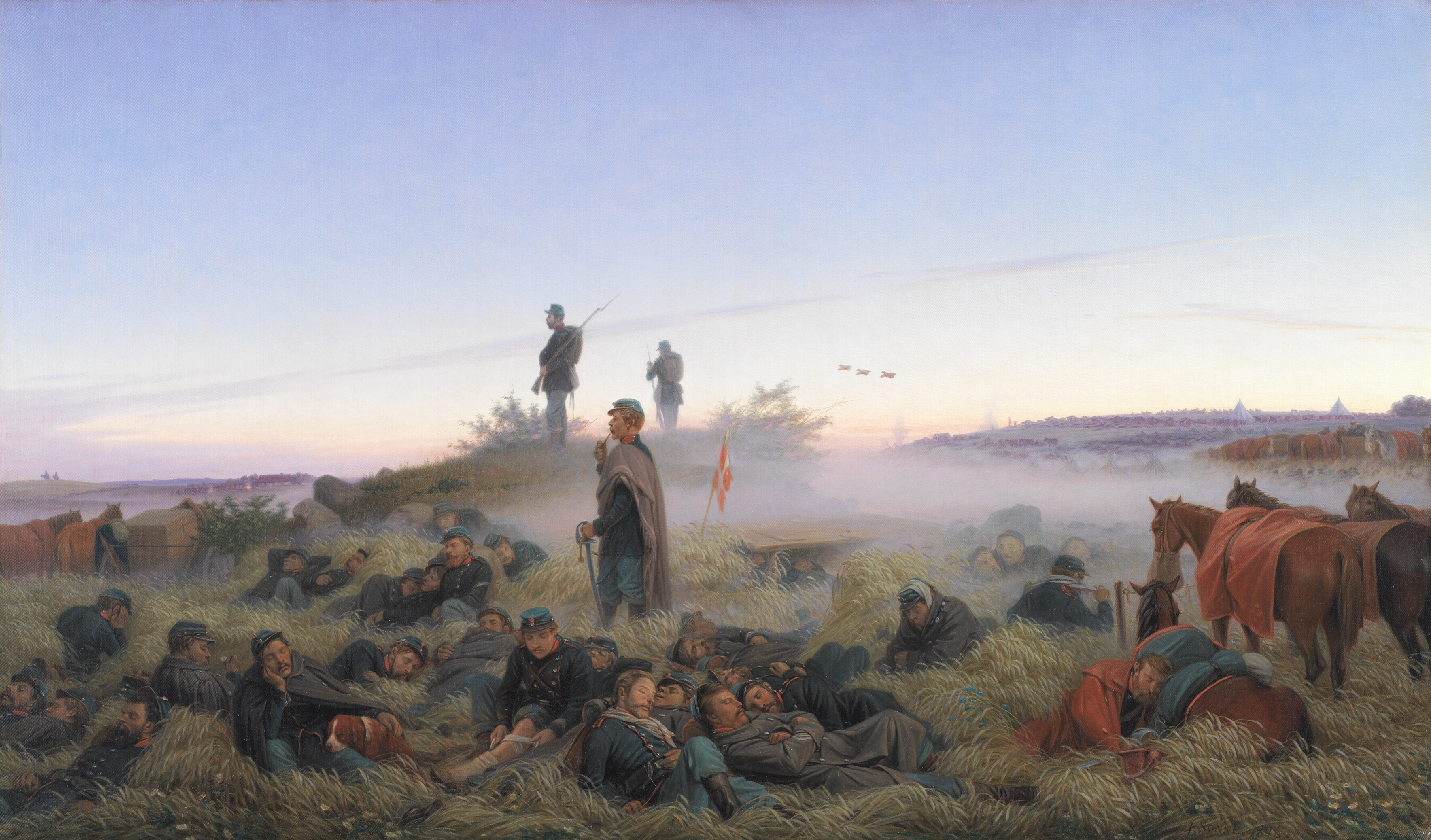
La mañana después de la batalla de Isted, de Jørgen Sonne

La victoria danesa en Isted no había sido la victoria decisiva que el Alto Mando danés esperaba y las pérdidas danesas superaron a las de Schleswig-Holstein. Aunque derrotado, el ejército de Schleswig-Holstein había resistido para luchar otro día y la guerra continuó. En septiembre, los Schleswig-Holstein lanzaron un ataque en Mysunde, que fue rechazado por los daneses. En octubre, los daneses consiguieron frustrar el asedio de Frederiksstad, pero de nuevo fracasaron en su intento de derrotar a los schleswig-holsteinianos. La guerra entró entonces en una tregua hasta enero de 1851, cuando las Grandes Potencias presionaron finalmente a ambos bandos para poner fin a la guerra, y el gobierno provisional de Schleswig-Holstein y su ejército se disolvieron.
El transcurso de la batalla se vio afectado en gran medida por las difíciles condiciones meteorológicas en las que se libró. Aun así, oficiales de alto rango de ambos bandos han sido criticados desde entonces por sus acciones durante la batalla. En el bando danés fueron el coronel Baggesen y el general Flindt. Baggesen fue criticado por sus frenéticos mensajes al comandante del ejército tras la muerte del general Schleppegrell, que provocaron la cancelación del ataque de flanqueo que podría haber asegurado una gran victoria. Flindt, comandante de la brigada de caballería, fue criticado por su tibia persecución del ejército de Schleswig-Holstein tras el ataque del mediodía. De haber perseguido con mayor vigor, el enemigo podría haber sufrido pérdidas considerables. Estas críticas, sin embargo, se basan probablemente en una buena dosis de retrospectiva. En general, el factor determinante de la victoria danesa fue la superioridad de la infantería danesa en moral y entrenamiento.
La batalla de Isted fue la mayor de la historia de los países nórdicos hasta la Guerra de Invierno de 1939-1940. En los años posteriores a la Primera Guerra de Schleswig, Isted se convirtió en símbolo de la victoria danesa. En recuerdo de la batalla se erigió el famoso León de Isted en el cementerio de Flensburg, donde fueron enterrados muchos de los soldados caídos.

## Mapas

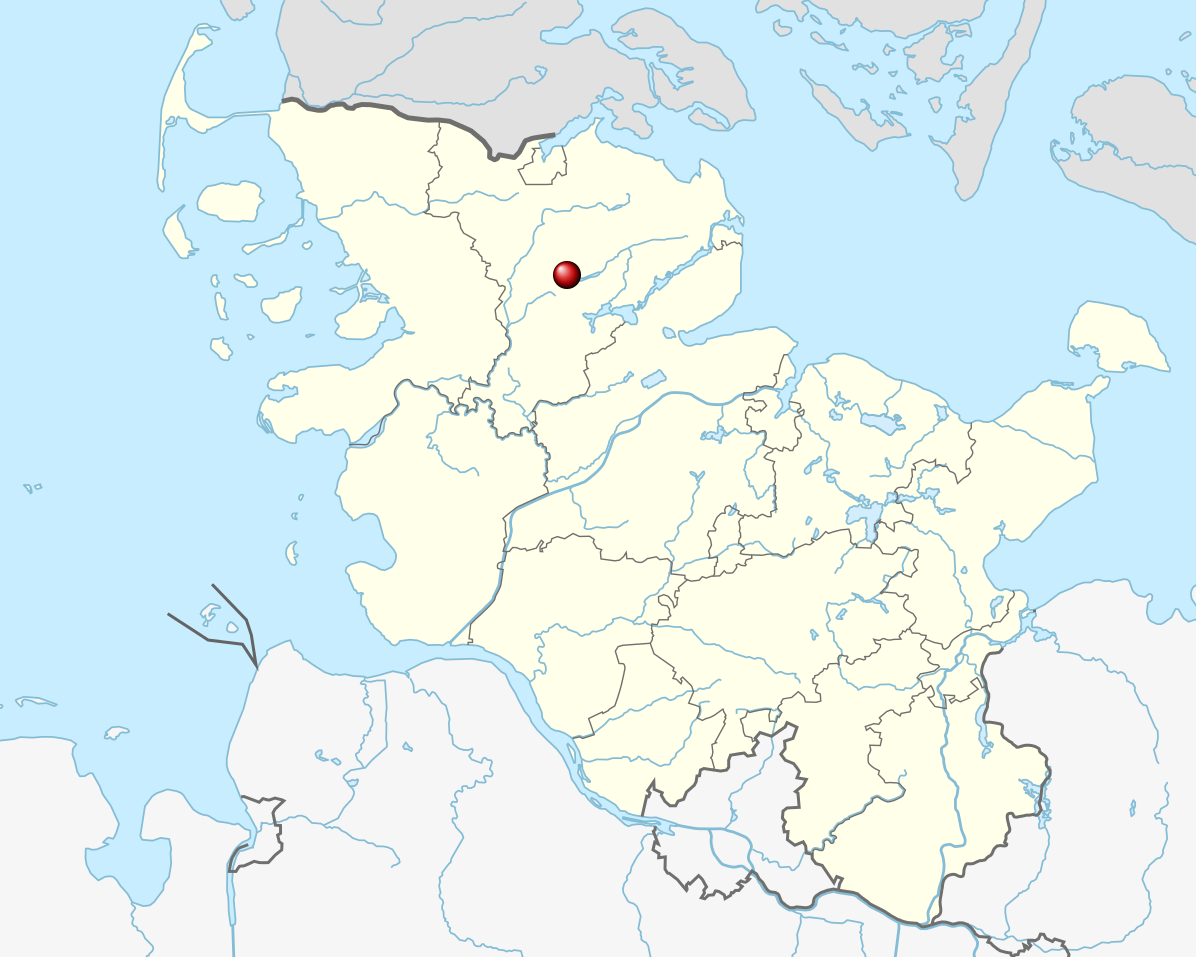
Ubicación de Idstedt/Isted en la actual Schleswig-Holstein, Alemania. Gris oscuro: la Dinamarca actual.
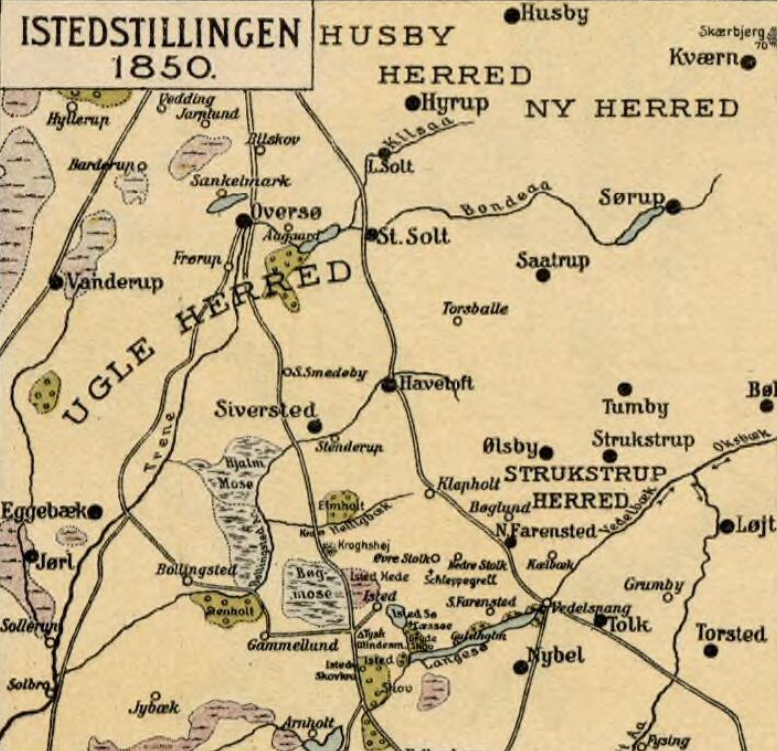
La posición en un mapa de 1850.